# Frasne
Frasne é uma comuna francesa na região administrativa de Borgonha-Franco-Condado, no departamento de Doubs. Estende-se por uma área de 32,87 km². Em 2010 a comuna tinha 1 958 habitantes (densidade: 59,6 hab./km²).
- Local de Web da aldeia (em francês)